# Aldo (évêque de Limoges)
Pour les articles homonymes, voir Aldo.
Aldo est un ecclésiastique, évêque de Limoges, probablement de 860 à 866.

## Biographie
Aldo serait originaire de Neustrie. 
Le prédécesseur d'Aldo, Stodilus, est encore cité en 860,. 
En 866, Aldo, évêque de Limoges, assiste au concile de Soissons au mois d'août et consacre Vulfrade, archevêque de Bourges,,. 
Aldo meurt le 7 octobre,,, probablement en 866.